# Holiday (canção de Little Mix)
"Holiday" é uma canção da girlgroup britânica Little Mix, gravada para o sexto álbum de estúdio, Confetti (2020). Foi lançada como segundo single do álbum em 24 de julho de 2020 através da RCA UK. Foi escrita por Jade Thirlwall, Perrie Edwards, Leigh-Anne Pinnock, Camille Purcell e Goldfingers, sendo produzida por Kamille e Goldfingers.

## Antecedentes e lançamento
Antes do anúncio da música, através das redes sociais da banda, uma série de vídeos e fotos das integrantes começaram a ser publicados, dando indicações de que novas músicas seriam lançadas. Entre as publicações, eles divulgaram fotos das integrantes da banda em suas férias de verão em 2018 e 2019. Em 16 de julho de 2020, Little Mix anunciou o lançamento da música com um vídeo. Um pequeno clipe da música foi lançado no TikTok para divulgação. Nesse mesmo dia, a capa do single foi divulgada, onde as integrantes são vistas vestidas de sereias.

## Composição
Foi escrita pelas integrantes do grupo Jade Thirlwall, Leigh-Anne Pinnock e Perrie Edwards, juntamente com Camille Purcell, enquanto a produção ficou com Kamille e Goldfingers, com quem elas trabalharam no single anterior "Break Up Song". "Se o que você quer é deitar na praia e beber coquetéis, esse tema é para você", disse Leigh-Anne Pinnock, integrante do grupo e falou sobre a música e sua referência ao verão. Também foi comentado que a música incluía dois refrões, um que é "divertido e glamour" e o outro é um "ótimo" momento de canto longo e descontraído".

## Créditos e produção
Créditos adaptados do Tidal.
- Jade Thirlwall – voz, composição
- Leigh-Anne Pinnock – voz, composição
- Perrie Edwards – voz, composição
- Jesy Nelson - voz
- Frank Nobel – guitarra, bateria, baixo
- Linus Nordstrom – guitarra, bateria, baixo
- Camille Purcell – composição, produção, piano, baixo
- Goldfingers – produção
- Chris Loco – piano, programação, engenharia
- Frank Nobel – composição, guitarra, bateria
- Paul Norris – engenheiro vocal
- Bill Zimmerman – assistente de engenharia
- Randy Merrill – engenharia de masterização
- Phil Tan – mixagem

## Performances ao vivo
Em 21 de agosto de 2020, Little Mix performou "Holiday" pela primeira vez como parte da setlist do show virtual "Little Mix Uncancelled". Elas também performaram a canção no BBC Radio 1 Live Lounge em 15 de setembro de 2020. O grupo performou a canção na semifinal do "Little Mix: The Search", em 6 de novembro de 2020 junto do single "Touch".

## Charts
| Chart (2020)                                  | Posição |
| --------------------------------------------- | ------- |
| Bélgica (Ultratip Bubbling Under de Flandres) | 16      |
| Bélgica (Ultratip Bubbling Under da Valônia)  | 39      |
| Bolivia Anglo (Monitor Latino)                | 13      |
| Canadian Digital Songs (Billboard)            | 46      |
| Croatia (HRT)                                 | 49      |
| Euro Digital Songs (Billboard)                | 4       |
| Hungria (Rádiós Top 40)                       | 26      |
| Hungria (Single Top 40)                       | 19      |
| Irlanda (IRMA)                                | 23      |
| Netherlands (Dutch Top 40 Tipparade)          | 19      |
| Netherlands (Single Tip)                      | 18      |
| New Zealand Hot Singles (RMNZ)                | 11      |
| Escócia (Scottish Singles Chart)              | 3       |
| Eslováquia (Rádio Top 100)                    | 94      |
| Spain Digital Song Sales (Billboard)          | 5       |
| Sweden Heatseeker (Sverigetopplistan)         | 19      |
| Reino Unido (UK Singles Chart)                | 15      |
| Estados Unidos (Billboard Digital Song Sales) | 18      |

## Certificação
| Brasil (PMB) | Ouro | 20,000‡  |
| Reino Unido (BPI) | Ouro | 400,000‡ |
| * Número de vendas definido com base apenas no nível de certificação. ^ Número de embarques definido com base apenas no nível de certificação. ‡vendas+streaming definido com base apenas no nível de certificação. |      |          |